# Malcolm-Jamal Warner
Malcolm-Jamal Warner (18. srpna 1970 Jersey City, New Jersey, USA – 20. července 2025 Limón, Kostarika) byl americký herec, hudebník a básník. Proslavil se rolí Theodora Huxtabla v sitcomu The Cosby Show (1984–1992) na stanici NBC, za kterou získal nominaci na 38. ročníku Primetime Emmy Awards za vynikající vedlejší roli v komediálním seriálu. Známý byl také díky rolím Malcolma McGeeho v sitcomu Malcolm & Eddie (1996–2000), doktora Alexe Reeda v sitcomu Reed Between the Lines (2011, 2015) a doktora AJ Austina v lékařském dramatu Doktoři.

## Životopis
Malcolm-Jamal Warner se narodil 18. srpna 1970 v Jersey City ve státě New Jersey. Své jméno dostal po Malcolmovi X a jazzovém pianistovi Ahmadu Jamalovi. Od pěti let vyrůstal v Los Angeles.
Jeho nejznámější role byla v americkém sitcomu The Cosby Show. V seriálu o černošské rodině ze střední třídy hrál jediného syna doktora Cliffa Huxtabla ztvárněného Billem Cosbym. Hrál ve všech epizodách seriál, který vysílala televize NBC od roku 1984 do roku 1992. V roce 1986 získal za roli nominaci na televizní ocenění Primetime Emmy Awards.
Později hrál například v sitcomu Malcolm & Eddie (1996–2000), doktora Alexe Reeda v sitcomu Reed Between the Lines (2011, 2015) a doktora AJ Austina v lékařském dramatu Doktoři. Rovněž psal básně a působil jako hudebník. Za svou píseň „Jesus Children’’ získal v roce 2015 hudební ocenění Grammy.
V minulosti byl ve vztahu s herečkami Michelle Thomasovou a Reginou King. Měl manželku a dceru, ale jejich jména nikdy nezveřejnil.
Zemřel 20. července 2025 na dovolené v Kostarice ve věku 54 let. Během plavání na Playa Cocles v provincii Limón ho zachytil silný proud a on se utopil. Podle kostarických úřadů ho z moře vytáhli náhodní kolemjdoucí. Oficiální příčina smrti byla potvrzena jako udušení v důsledku utonutí.

## Filmografie (výběr)

### Filmy
- Zóna úniku (1994)
- Bláznovo zlato (2008)

### Televize
- The Cosby Show (1984–1992)
- Sezame, otevři se (1986–1994)
- Fresh Prince (1990–1991)
- Malcolm & Eddie (1996–2000)
- Reed Between the Lines (2011, 2015)
- Zpátky do školy (2011–2012)
- American Crime Story (2016)
- Doktoři (2018–2023)
- Záchranáři L. A. (2024)